# The Hanging Stranger
The Hanging Stranger (deutsch: Der Gehenkte) ist eine erstmals im Dezember 1953 im Magazin Science Fiction Adventure veröffentlichte Erzählung des Schriftstellers Philip K. Dick, in der ein einzelner Mensch der telepathischen Invasion einer fremden Art erst entkommt, sich dann aber dennoch in deren Netz verfängt. Die Geschichte weist einige Ähnlichkeiten mit dem ein Jahr später erschienenen Roman The Body Snatchers von Jack Finney auf.

## Inhalt
Zu Beginn der Geschichte macht sich Ed Lloyd, nach einem langen Tag bei Bauarbeiten im Keller seines Hauses, auf den Weg zu seinem Geschäft in Pikesville. Dabei bemerkt er eine übel zugerichtete Leiche, die von einem Laternenmast hängt. Er stellt entsetzt Fragen, aber allen anderen Bewohner der Stadt scheint das ganz natürlich vorzukommen. Es gibt einen guten Grund, was denn mit Ed sei. Schließlich kommt die Polizei dazu und nimmt den inzwischen ziemlich aufgeregten Ed mit. Auf der Fahrt zur Polizeistation wächst in Ed der Verdacht, dass es sich nicht um Polizisten handelt – er kennt sie nicht, kennt aber eigentlich jeden in der Stadt, und sie stellen ihm keinerlei Fragen zu der Leiche; sie behaupten nur, es gäbe dafür einen guten Grund, der ihm nicht genannt wird. Ed flüchtet aus dem fahrenden Auto und sieht dabei ein dunkles Etwas über dem Rathaus, aus dem Insektenwesen herabsteigen und das Rathaus betreten. Ed flieht durch die Stadt, die ansonsten völlig normal erscheint, und kann sein Haus erreichen, von wo er mit seiner Familie fliehen möchte, um die Außenwelt zu warnen. Als einer seiner Söhne die Treppe herunterkommt, bemerkt er, dass er durch ein fliegenähnliches Wesen ersetzt wurde; während der Rest seiner Familie versteinert, kommt es zum Kampf, bei dem Ed das Wesen töten kann. Er flüchtet zu Fuß.
Schließlich erreicht Ed die nächste Stadt, Oak Grove. Dort spricht er mit einem Kommissar, der ihm schnell glauben schenkt. Ed hat inzwischen eine Theorie. Er setzt die Invasion mit Geschichten aus der Bibel in Verbindung, glaubt an einen andauernden Kampf zwischen Menschen, die die Wahrheit sehen, und den Fliegenwesen. Er erwähnt, dass er immer noch keinen Grund für die von der Straßenlampe hängende Leiche gefunden hat. Der Kommissar erklärt, dass es sich um einen Köder gehandelt hat – eine Methode, Menschen zu erkennen, die nicht unter Kontrolle stehen. Ed fragt nun, warum es die Leiche eines Fremden war. Der Kommissar bittet ihn, mit auf den Platz vor der Wache zu kommen. Vielleicht würde er es dort verstehen.
Die Geschichte endet mit einem Bürger Oak Groves, der nach einer längeren Arbeit in einem Keller bemerkt, dass die Leiche eines Fremden von einem Telefonmast hängt. Was niemanden zu stören scheint.

## Interpretation
Die Geschichte wird i. A. politisch interpretiert. So war in den damaligen USA die Lynchjustiz ein noch aktuelles Problem (Ed befürchtet an einer Stelle, es könnte sich um eine Aktion des Ku-Klux-Klan handeln). Man kann den Text auch als Aufruf zur Zivilcourage lesen: Es werden nur die Leichen Fremder als Köder benutzt – den "übernommenen" Bürgern, die sich in nichts von den Bürgern vor der Invasion unterscheiden, ist das Schicksal anderer also egal.

### Verfilmung
In der britischen FS-Serie Philip K. Dick’s Electric Dreams wurden die Motive der Kurzgeschichte 2018 unter dem Titel Tötet alle Anderen verfilmt.